# Терамен
Терамен або Ферамен (дав.-гр. Θηραμένης, пом. 404 до н. е.) — афінський державний діяч, найбільш відомий в останнє десятиліття Пелопоннеської війни. Він був особливо активним під час двох періодів олігархічного правління в Афінах, а також під час судового процесу над полководцями, які правили в Аргінузах у 406 році до нашої ери. Як поміркований олігарх, він часто опинявся між демократами з одного боку, і олігархами-екстремістами з іншого. Успішно замінивши вузьку олігархію більш широкою в 411 р. до н. е., він не зміг досягти того ж в 404 р. до н. е., і був страчений екстремістами, проти політики яких виступав.
Терамен був центральною фігурою в чотирьох основних епізодах історії Афін. Він з'явився на сцені в 411 р. до н. е. як один з лідерів олігархічного перевороту, але оскільки його погляди та погляди інших лідерів перевороту розійшлися, він почав виступати проти їхнього диктату і став лідером у заміні вузької олігархії, яку вони нав'язали, на більш широку. Після цього він служив генералом кілька років, але не був переобраний на цю посаду в 407 році до н. е. Після битви при Аргінузах, де Терамен служив трієрархом, йому було доручено рятувати афінських моряків з тонучих кораблів, але діячеві завадив шторм. Цей інцидент викликав масовий фурор у Афінах, у якому Терамену довелося звільнити себе від відповідальності за невдалий порятунок; суперечка закінчилася стратою шести генералів, які командували цією битвою. Після поразки Афін при Егоспотамі в 405 р. до н. е., Терамен узгодив умови, за якими Афіни капітулювали Спарті. Потім він став членом вузького олігархічного уряду, відомого як Тридцять тиранів, який Спарта нав'язала своєму переможеному супернику. Як і в 411 р. до н. е., Терамен незабаром вступив у конфлікт з більш екстремально налаштованими членами цього уряду; його протести проти панування терору, які впровадили Тридцять тиранів, спонукали провідних олігархів задумати його загибель; він був осуджений перед олігархічними зборами, і потім, коли виявилося, що цей орган передумав його карати, виключений зі списку громадян і страчений без суду.
Терамен залишався суперечливою фігурою після своєї смерті; Лісій рішуче засудив його, в той же час переслідуючи кількох своїх колишніх політичних союзників, коли інші захищали його дії. Сучасні історичні оцінки з часом змінилися; у 19 столітті участь Терамена в перевороті 411 р. до н. е. і використання ним Аргінуз були широко засуджені, але нещодавно відкриті стародавні тексти та наука 20-го століття підтримували більш позитивні оцінки. Деякі історики знайшли в Терамені егоїстичного опортуніста, інші — принципову та помірковану особистість. Деталі його дій, мотивація вчинків та характер чоловіка продовжують обговорюватися до сьогодні.

## Історичний запис

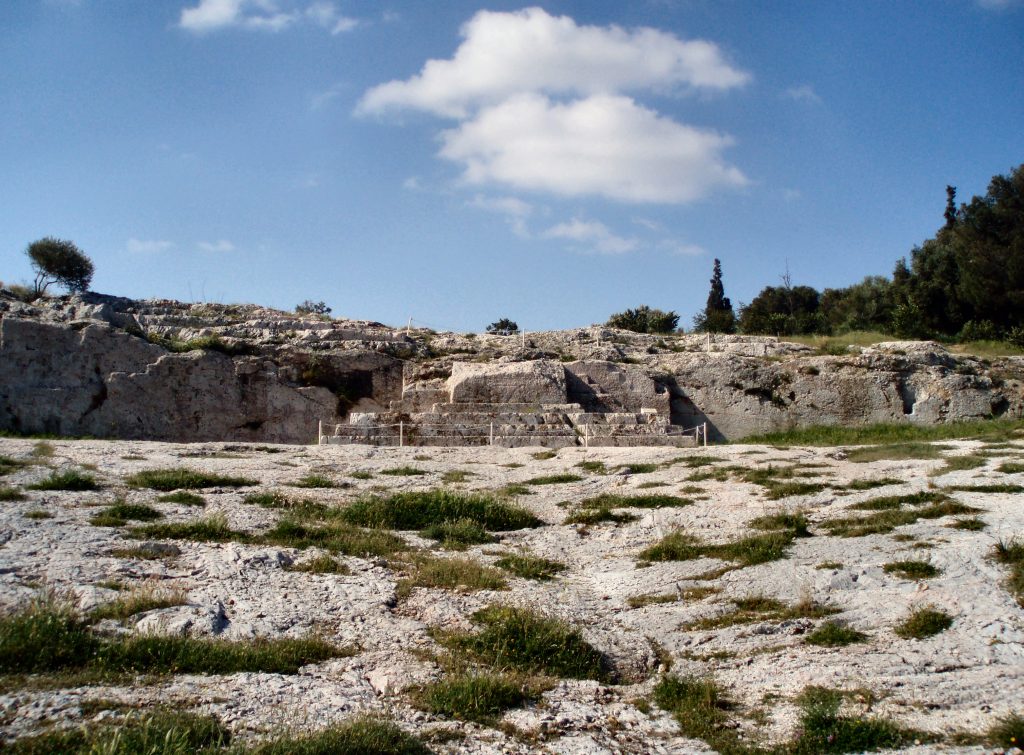
Пнікс із ораторською платформою в Афінах, на якій стояли Терамен та інші політики під час виступу.

Стародавня біографія Терамена не відома, але його життя та дії відносно добре задокументовані, завдяки широкому розгляду, наданому йому в кількох збережених роботах. Аттичний оратор Лісій докладно розповідає про нього в кількох своїх промовах, хоча й у дуже ворожій манері. Терамен також з'являється в кількох стародавніх оповідних історіях: розповідь Фукідіда включає початок кар'єри Терамена, а Ксенофонт, продовжуючи те, де зупинився Фукідід, дає детальний звіт про декілька епізодів з кар'єри Терамена, включаючи співчутливий і яскравий опис його останніх дій і слів; Діодор Сицилійський, ймовірно, черпаючи свою історію з Ефора в більшості пунктів, наводить іншу розповідь, яка в кількох моментах сильно відрізняється від розповіді Ксенофонта. Терамен також з'являється в кількох інших джерелах, які, хоча не містять стільки подробиць розповіді, були використані для висвітлення політичних суперечок, які фігурували в житті Терамена і пам'яті про нього.

## Сім'я
В історичних записах збереглися лише найперші обриси життя Терамена поза публічною сферою. Його батько Хаґнон відіграв значну роль в афінському суспільному житті за десятиліття до появи Терамена на сцені. Він очолював групу грецьких колоністів, які заснували Амфіполіс у 437-6 роках до н. е., служив генералом на кількох подіях до та під час Пелопоннеської війни і був одним із підписників Нікійського миру. Кар'єра Хаґнона збігалася з кар'єрою його сина, коли він служив одним із десяти комісарів, призначених урядом 400 року для розробки нової конституції в 411 році до нашої ери.

## Переворот 411р. до н.е

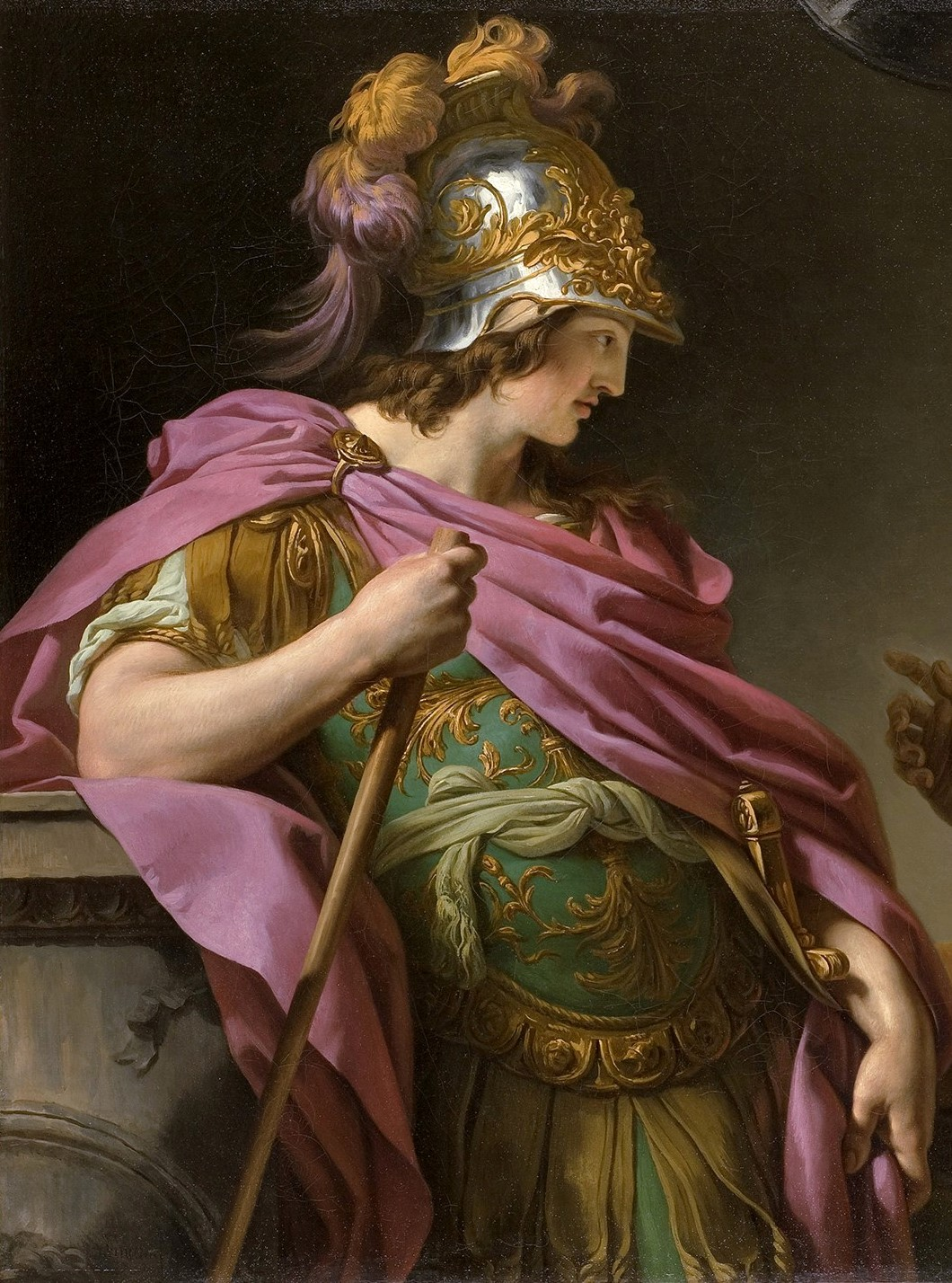
Алківіад, показаний тут на цій деталі картини Франсуа-Андре Вінсента 1776 року, підбурив до олігархічного перевороту, пообіцявши підтримку персів Афінам у разі повалення демократії.

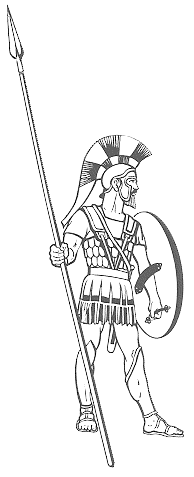
Грецький гопліт. У 411 р. до н. е. Терамен виступав за створення уряду, в якому всі люди гоплітського або вищого стану мали б виборчі права.

Перша поява Терамена в історичних записах пов'язана з його причетністю до олігархічного перевороту 411 року до нашої ери. Після поразки Афін на Сицилії, серед підвладних держав Афін, в Егейському морі почали спалахувати повстання, і Нікійський мир став недійсним; Пелопоннеська війна була відновлена повністю до 412 р. до н. е. У цьому контексті, ряд афінських аристократів на чолі з Пейзандером і з Тераменом, який був відомим серед свого ряду, почали змову з метою повалення демократичного уряду міста. Цей умисел започаткував вигнаний вельможа Алківіад, який на той час виконував обов'язки помічника перського сатрапа Тіссаферна. Стверджуючи, що він мав великий вплив на Тіссаферна, Алківіад пообіцяв повернутися до Афін, принісши з собою підтримку персів, якщо демократія, яка його вигнала, буде замінена олігархією. Відповідно, ряд трієрархів та інших лідерів афінської армії на Самосі почали планувати повалення демократії. Зрештою, вони відправили Пейсандра до Афін, де, пообіцявши, що повернення Алківіада та союз з Персією послідують, якщо афіняни замінять свою демократію олігархією. Він переконав афінську церкву надіслати його як емісара до Алківіада, уповноваженого зробити всі необхідні заходи.
Але Алківіаду не вдалося переконати сатрапа вступити в союз з афінянами і, щоб приховати цей факт, вимагав (стверджуючи, що говорив від імені Тіссаферна) від них все більших поступок, поки вони врешті не відмовилися підкорятися. Розчарований Алківіадом, але все ще налаштований повалити демократію, Пейзандер і його супутники повернулися на Самос, де змовники працювали, щоб забезпечити свій контроль над армією, і заохочували групу корінних самійських олігархів розпочати планування повалення демократії їхнього міста. Тим часом в Афінах партії молодих революціонерів-олігархів вдалося отримати фактичний контроль над урядом шляхом вбивств і залякування.
Влаштувавшись на Самосі, лідери змови відпливли до Афін. Серед них був і Терамен; Фукідід називає його «одним із лідерів партії, яка поклала демократію, — вмілим оратором і людиною з ідеями». Скликавши асамблею разом, змовники запропонували ряд заходів, за допомогою яких демократія була офіційно замінена урядом із 400 обраних чоловіків, які з часом мали вибрати та скликати більший орган із 5000 осіб. Невдовзі після цього, змовники зі зброєю в руках пішли до зали ради, де наказали демократичній раді розійтися, отримавши платню; рада виконала наказ, і з цього моменту механізм правління був повністю під контролем змовників-олігархів. Вони швидко змінили закони, щоб відобразити нову форму правління, яку вони нав'язали.

### Внутрішній конфлікт руху
У цей момент почали розвиватися кілька конфліктів, які загрожували майбутньому нового уряду в Афінах. По-перше, запланований переворот на Самосі був зірваний зусиллями самійських демократів і групи афінян, яким змовники-олігархи доручили допомогу. Коли армія на Самосі почула звістку про переворот в Афінах, яка надійшла разом із перебільшеними повідомленнями про безчинства, вчинені новим урядом, вони заявили про свою вірність демократії та ворожість до нового уряду. Тим часом в Афінах відбувся розкол між поміркованими та радикальними олігархами, і Терамен з'явився разом із одним аристократом, сином Скелія, як лідер поміркованої фракції. Екстремістська фракція на чолі з Фрініком, яка включала таких видатних лідерів перевороту, як Пейзандер і Антифон, домінувала серед 400 і виступала проти розширення бази олігархії, була готова шукати миру зі Спартою майже на будь-яких умовах. З іншого боку, помірковані, хоча й були готові шукати миру зі Спартою на умовах, які б зберегли владу Афін, не були готові пожертвувати імперією та флотом і хотіли розширити олігархію, щоб включити в неї передбачуваних 5000, імовірно, включаючи всіх чоловіківгоплітського або вищого стану.
Незабаром після приходу до влади, екстремістські лідери революції почали будувати укріплення на Еетионі, головній точці входу в гавань Пірей, нібито для захисту гавані від нападу флоту на Самосі. Із зростанням внутрішнього інакомислення, вони приєднали ці нові укріплення до існуючих стін, щоб сформувати редут, який захищає від атак з суші або моря, і який містить великий склад, куди екстремісти переміщали більшу частину зернових запасів міста. Терамен рішуче протестував проти будівництва цього укріплення, стверджуючи, що його метою було не утримати демократів, а передати його спартанцям; Фукідід свідчить, що його звинувачення не були безглуздими, оскільки екстремісти насправді замислювалися про таку акцію. Спочатку обережні (оскільки вороги режиму були страчені раніше), Терамен та його партія були підбадьорені та спонукані до дій через декілька подій. По-перше, пелопоннеський флот, начебто відправлений на допомогу антиафінським силам на Евбеї, повільно просувався до узбережжя Пелопоннесу; Терамен звинувачував цей флот у плануванні захоплення укріплення на Еетионії у співпраці з екстремістами. По-друге, афінський ополченець, очевидно, виконуючи наказ змовників вищих ланок уряду, вбив Фрініха, лідера екстремістської фракції. Він утік, але його спільник, аргівець, був схоплений; ув'язнений під катуваннями відмовився назвати ім'я свого роботодавця. Оскільки екстремісти не змогли вжити ефективних дій у цьому випадку, а Пелопоннеський флот захопив Егіну (логічна зупинка на підході до Пірею), Терамен та його сторона вирішили діяти.
Аристократ, який командував полком гоплітів у Піреї, заарештував генерала-екстреміста Алексікла. Розлючені, екстремістські лідери 400 вимагали дій і погрожували Терамену та його партії. На їхній подив, Терамен зголосився очолити загони для порятунку Алексікла. Лідери екстремістів погодилися, і Терамен вирушив до Пірея, розділивши своє командування з одним іншим поміркованим і одним екстремістом, Аристархом. Коли Терамен і його війська прибули до Пірея, Аристарх у люті закликав людей напасти на гоплітів, які захопили Алексікла. Терамен також удавав гнів, але на запитання гоплітів, чи вважає він, що укріплення на Еетионії — гарна ідея, відповів, що якщо вони хочуть його зруйнувати, на його думку, це було б добре. Закликаючи всіх, хто хоче, щоб замість 400 керували 5000, гопліти взялися за роботу. Дональд Каган припустив, що цей заклик, ймовірно, був спровокований партією Терамена, яка хотіла, щоб 5000 керували; гопліти, які руйнували укріплення, цілком могли б віддати перевагу поверненню до демократії. Через кілька днів пелопоннеський флот підійшов до Пірею, але, виявивши зруйновані укріплення і добре захищений порт, вони відпливли до Евбеї. Через кілька днів 400 були офіційно скинуті і замінені урядом із 5000; найрадикальніші олігархи втекли з міста.

## У команді

Афінська морська стратегія в битві при Кізіку: приманка Алківіада витягує спартанський флот у відкриту воду, а потім повертається, щоб вступити з ними в бій. Ескадри під командуванням Трасібула та Терамена рухаються позаду спартанських кораблів, щоб відрізати їхню лінію відступу, затиснувши спартанців між трьома групами афінських військових кораблів; набагато більші сили, ніж вони спочатку очікували.

Під 5000 урядом і за демократії, яка замінила його в 410 р. до н. е., Терамен кілька років служив полководцем, командуючи флотами в Егейському морі та Геллеспонті. Невдовзі після піднесення 5000-го уряду, Терамен відплив до Геллеспонту, щоб приєднатися до Трасібула та полководців, обраних армією на Самосі. Після перемоги афінян під Абідосом, він взяв тридцять трієр, щоб напасти на повстанців на Евбеї, які будували дамбу до Беотії, щоб забезпечити доступ до свого острова. Не в змозі зупинити будівництво, він пограбував територію кількох непокірних міст, потім подорожував Егейським морем, пригнічуючи олігархії та збираючи кошти з різних міст Афінської імперії. Згодом він доставив свій флот до Македонії, де допоміг македонському царю Архелаю в його облозі Підни. Але, оскільки ця облога затягнулася, він поплив далі, щоб приєднатися до Трасібула у Фракії. Незабаром флот рушив звідти, щоб кинути виклик флоту Міндара, який захопив місто Кізік. Терамен командував одним крилом афінського флоту в битві при Кізіку, що стала вирішальною перемогою афін. У цій битві Алківіад (який був відкликаний із вигнання флотом на Самосі невдовзі після перевороту) очолив приманку, яка витягнула спартанський флот у відкриту воду, тоді як Трасібул і Терамен, кожен з яких командував окремою ескадрою, відрізали спартанський флот. Міндар був змушений тікати на сусідній пляж, і на суші зав'язалися жорстокі бої, коли афіняни намагалися відтягнути спартанські кораблі. Фрасибул і Алківіад тримали спартанців в окупації, тоді як Терамен приєднався до сусідніх афінських сухопутних військ, а потім поспішав на допомогу. Його прихід прискорив повну перемогу Афін, під час якої всі спартанські кораблі були захоплені. В результаті цієї перемоги, афіняни захопили Кізик і побудували форт у Хрисополі, з якого стягували мито в розмірі десятої частини всіх кораблів, що проходили через Боспор. Терамен та ще один генерал залишилися в цьому форті з гарнізоном із тридцяти кораблів, щоб наглядати за збором повинностей. Тим часом в Афінах уряд 5000 був замінений відновленою демократією протягом кількох місяців після цієї битви. Дональд Каган припустив, що відсутність Терамена, «найкращого представника поміркованих», проклала шлях до цього відновлення.
За словами Діодора і Плутарха, Терамен брав участь під командуванням Алківіада в облозі Візантії (408 р. до н. е.), вигравши битву проти пелопоннеської армії, призначеної для захисту цього міста: Алківіад командував правим крилом, а Терамен — лівим.

## Аргінузи
Терамен залишався полководцем до 407 р. до н. е., але того року, коли поразка афінян під Нотієм привела до падіння Алківіада та його політичних союзників, Терамен не був переобраний.  У наступному році, однак, він виходив у плавання як Триєрарх у флоті для усунення пробоїн для допомоги Конону, який у застряг у блокаді з 40 трієр Каллікратида в Мітилені. Ці сили допомоги здобули дивовижну перемогу над більш досвідченими спартанськими силами в битві при Аргінузах, але після неї Терамен опинився в центрі масової суперечки. Наприкінці битви генерали, які командували флотом, поспілкувалися, щоб вирішити свої подальші дії. Виникло кілька нагальних проблем; 50 пелопонеських кораблів під командуванням Етеоніка залишилися в Мітилені, блокуючи Конона, і рішучі дії афінян також могли призвести до знищення цих сил, але в той же час необхідно було відправити кораблі, щоб повернути моряків з двадцяти п'яти афінянських трієр, затоплених або виведених з ладу в бою. Відповідно, всі вісім полководців із більшою частиною флоту вирушили до Мітилени, тоді як рятувальні загони під командуванням Трасібула та Терамена, обидва з яких були трієрархами в цій битві, але служили генералами в попередніх кампаніях, залишилися позаду, щоб підняти вцілілих і забрати трупи для поховання. У цей момент, однак, вибухнув сильний шторм, і обидві ці сили були відкинуті на берег. Етеонік втік, і велика кількість афінських моряків (точна цифра коливалася від майже 1000 до 5000) потонула.

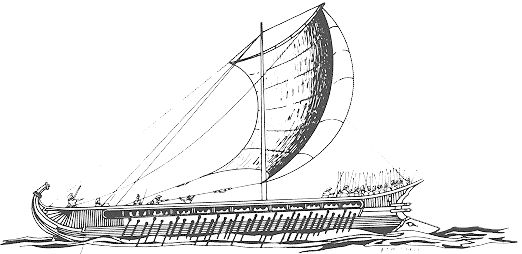
Давньогрецька трієра. Двадцять п'ять афінських трієр були виведені з ладу або затоплені в Аргінузах, а Терамен був призначений для порятунку тих, хто вижив.

Невдовзі після того, як звістка про цю публічну трагедію дійшла до Афін, розгорілася масова полеміка щодо розподілу провини за невдалий порятунок. Громадськість була в гніві через втрату стількох моряків і через те, що не вдалося знайти тіла загиблих для поховання; генерали підозрювали, що Трасібул і Терамен, які вже повернулися до Афін, могли бути відповідальними за підбурювання зібрання проти них, і написали листи до народу, засуджуючи двох трієрархів як відповідальних за невдалий порятунок. Трасібул і Терамен були викликані перед зборами, щоб виправдатись; на свій захист Терамен надав листа від полководців, у якому вони звинувачували лише бурю у нещасному випадку; трієрархи були виправдані, і суспільний гнів тепер був спрямований на генералів. Усіх восьмеро було звільнено з посад і викликано назад до Афін, щоб постати перед судом. Двоє втекли, але шестеро повернулися, як було наказано, щоб пред'явити звинувачення проти них.
Діодор зазначає, що полководці допустили критичну помилку, намагаючись перекласти провину на Терамена. «Бо,— стверджує він,— хоча вони могли отримати допомогу Терамена та його однодумців у процесі, люди, які були здібними ораторами та мали багато друзів, і, що найважливіше, були учасниками подій, пов'язаних з битвою, вони мали їх, навпаки, як супротивників і запеклих обвинувачів». Коли відбувся суд, численні політичні союзники Терамена були серед лідерів фракції, яка домагалася засудження генералів. Почалася серія запеклих дебатів і правових маневрів, коли на зборах боролися за те, що робити з генералами. Спочатку здавалося, що до них можуть ставитися поблажливо, але врешті-решт публічна демонстрація скорботи з боку родин загиблих та агресивне обвинувачення політиком на ім'я Калліксен змінили думку асамблеї; шістьох генералів судили як групу і стратили. Афінська громадськість, коли горе та гнів, викликані катастрофою, охололи, пошкодувала про свій вчинок, і протягом тисячоліть історики та коментатори вказували на цей інцидент як, можливо, на найбільшу судову помилку, яку коли-небудь вчинила міська влада.

## Переговори про мир
У 405 році до нашої ери афінський флот був розбитий і знищений пелопоннеським під командуванням Лісандра в битві при Егоспотамі на Геллеспонті. Не маючи достатньо коштів для будівництва нового флоту, афіняни могли лише чекати, поки Лісандр попливе на захід через Егейське море до їхнього міста. Відгороджені землею і морем, без продовольства, афіняни відправили послів до спартанського царя Агіса, чия армія розташувалась за їхніми стінами. Вони запропонували приєднатися до спартанського союзу, за умови збереження за собою стін та порту; Агіс, стверджуючи, що він не має права вести переговори, відправив послів до Спарти, але там їм сказали, що якщо вони дійсно хочуть миру, то повинні принести спартанцям кращі пропозиції. Спочатку афіняни були непримиренними, зайшли так далеко, що ув'язнили людину, яка запропонувала зруйнувати довгі стіни, як наполягали спартанці, але реальність їхнього становища незабаром змусила їх подумати про компроміси. У цій ситуації Терамен у промові перед зборами попросив відправити його як посла до Лісандра (який в цей час облягав Самос), щоб визначити наміри спартанців щодо Афін. Він також заявив, що виявив щось, що могло б покращити становище афінян, хоча й відмовився поділитися цим з громадянами. Його прохання було схвалене, і Терамен відплив на Самос, щоб зустрітися з Лісандром. Звідти його відправили до Спарти, можливо, по дорозі зробивши зупинку в Афінах. У Спарті, за участю представників усіх союзників Спарти, Терамен та його колеги обговорили умови миру, що завершив Пелопоннеську війну: довгі стіни і стіни Пірея були зруйновані, розмір афінського флоту був різко обмежений, а зовнішня політика Афін підпорядковувалася політиці Спарти; договір також передбачав, що афіняни повинні використовувати «конституцію своїх предків». Терамен повернувся до Афін і презентував асамблеї результати переговорів. Хоча деякі все ще виступали за те, щоб утриматися, більшість проголосувала за прийняття умов. Пелопоннеська війна після 28 років закінчилася.

## Тридцять тиранів
Після капітуляції Афін, довгі стіни були зруйновані, і війська, які обложили місто, повернулися до своїх домівок; спартанський гарнізон, ймовірно, залишився в Афінах, щоб контролювати демонтаж стін; Лісандр відплив на Самос, щоб завершити облогу цього міста. Інший пункт договору, який завершив війну, дозволив усім вигнанцям повернутися до Афін, і ці люди, багато з яких олігархічні агітатори, яких вигнала демократія, важко працювали протягом місяців після договору. Для планування переходу до олігархії, члени олігархічних соціальних клубів призначили п'ять «наглядачів». У липні 404 р. до н. е. вони викликали Лісандра назад до Афін, де він наглядав за зміною уряду; політик-олігарх, Драконтид, запропонував у раді передати уряд в руки тридцяти обраних чоловіків; Терамен підтримав цю ініціативу. Лісандр погрожував покарати афінян за те, що вони не могли досить швидко розібрати стіни, і якщо вони не погоджувались працювати старанніше, ця інформація була сказана на зборах. Було відібрано тридцять чоловіків: десять призначених «наглядачами», десять обраних Тераменом (включаючи його самого), і десять обраних Лісандром.
Цей уряд, який незабаром отримав назву «Тридцять тиранів» за завдані збитки та звірства, швидко взявся за встановлення контролю над містом. Олігархи на чолі з Крітієм, одним із «наглядачів» і колишнім вигнанцем, викликали спартанський гарнізон, щоб забезпечити свою безпеку, а потім розпочали панування терору, страчуючи всіх людей, які, на їхню думку, могли володіти достатньою ініціативою або достатньою кількістю прихильників, щоб ефективно кинути їм виклик. Саме ця боротьба вперше вбила клин між Тераменом і лідерами Тридцяти. Спочатку прихильник Крітія, Терамен тепер стверджував, що не потрібно страчувати людей, які не виявляли жодних ознак того, що бажали олігархії зла лише тому, що вони були популярні за демократії. Проте цей протест не зміг уповільнити темпи страт, тому Терамен далі стверджував, що, якщо олігархія хоче керувати силою, вона повинна принаймні розширити свою базу. Побоюючись, що Терамен може очолити народний рух проти них, Критій та лідери Тридцяти опублікували список із 3000 чоловіків, які будуть соратниками нового уряду. Коли Терамен знову заперечив, що ця кількість все ще занадто мала, вожді організували військовий огляд, після чого громадянам наказали скласти зброю. За допомогою спартанського гарнізону, олігархи тоді конфіскували всю зброю, крім тієї, що належала 3000. Це, у свою чергу, поклало початок ще більшим збиткам: щоб заплатити спартанському гарнізону заробітну плату, Критій і вожді наказали кожному з Тридцяти заарештувати і стратити метика або іноземця, що постійно проживає, і конфіскувати його майно. Терамен, протестуючи, що ця акція гірша за найгірші порушення норм демократії, відмовився виконувати наказ.
Крітій і його співвітчизники, у світлі цих подій, вирішили, що Терамен став нестерпною загрозою їхньому правлінню. Відповідно, виступаючи перед зборами 3000, Крітій засудив Терамена як природженого зрадника, завжди готового змінити свою політичну прихильність відповідно до доцільності моменту. Відомо, що він затаврував його прізвиськом «cothurnus», назвою чоботя, який носили на сцені, і який міг підійти на будь-яку ногу; Терамен, проголошував він, був готовий служити або демократичній, або олігархічній справі, прагнучи лише задовольнити свої власні інтереси. У пристрасній відповіді, Терамен заперечив, що його політика коли-небудь була непослідовною. Він стверджував, що завжди виступав за помірковану політику, тобто ані за крайню демократію, ані за крайню олігархію, і дотримувався ідеалу уряду, що складається з людей гоплітського стану або вищого, які могли б ефективно служити державі. Ця промова справила значний вплив на аудиторію, і Крітій побачив, що, якщо справу буде винесено на голосування, Терамен буде виправданий. Відповідно, після бесіди з Тридцятьма, Крітій наказав людям з кинджалами вийти на сцену перед публікою, а потім викреслив ім'я осудженого зі списку 3000, позбавивши його права на суд. Терамен, стрибнувши до сусіднього вівтаря, щоб сховатися, закликав зібрання не допускати його вбивства, але безрезультатно. Так звана Одинадцятка, наглядачі в'язниці, увійшли, відтягли його й змусили випити чашу болиголова. Терамен, імітуючи популярну гру з випивкою, в якій той, хто п'є, випікає тост за коханого, допиваючи чашку, збивав отруту, а потім кидав осад на підлогу, вигукуючи: «Ось, за здоров'я мого улюбленого Крітія!»

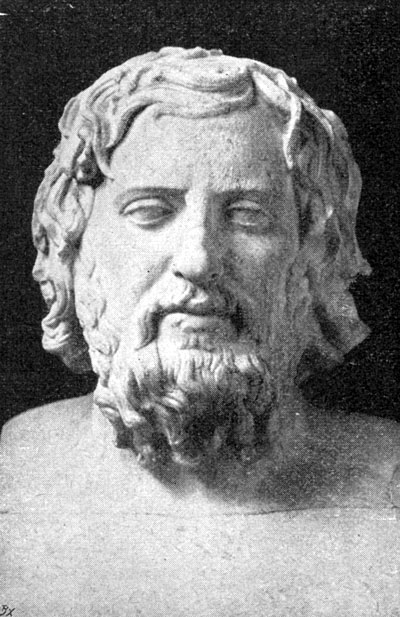
Історик Ксенофонт написав різку розповідь про дії Терамена після Аргінуз, але прихильно змалював його опір Тридцяти тиранам.

Терамен прожив суперечливе життя, і його смерть не припинила боротьбу за інтерпретацію зроблених ним дій. У роки після кончини діяча, його репутація стала предметом суперечок, оскільки колишні соратники захищалися від прокурорів за відновленої демократії. (Режим Тридцяти проіснував лише до 403 р. до н. е.).Схоже, що, захищаючись перед афінськими присяжними, які симпатизують демократії, колишні товариші Терамена по олігархії намагалися виправдати себе, пов'язуючи власні дії з діями померлого і зображуючи його як непохитного захисника афінської демократії. Приклади таких підстав можна знайти в історіях Діодора і в «Терамені папірусі», фрагментарній роботі, виявленій в 1960 — х роках. Приклад нападу, від якого цей образ мав захищати, можна знайти в двох промовах Лісія : Проти Ератосфена та Проти Агората. Там Терамен зображений як зрадник і корисливий, який завдає величезної шкоди афінській справі своїми махінаціями. Таку ж ворожу позицію Ксенофонт дотримує на початку своєї роботи, але, очевидно, змінює своє ставлення під час хронологічної перерви в композиції, яка розділяє другу книгу « Еллініка». Його зображення Терамена під час правління Тридцяти тиранів загалом приємніше, ніж у попередні роки. Остаточний опис пропонує Арістотель, який у своїй « Конституції афінян» зображує Терамена як поміркованого та зразкового громадянина. Історики заперечують походження цього звіту, причому деякі розглядають його як продукт пропаганди 4-го століття до нашої ери поміркованої «тераменської» партії, тоді як інші, наприклад Філіп Гардінг, не бачать доказів і оспорюють це трактування Арістотеля Терамена, ставлячись до цього як до продукту його власної переоцінки людини. Діодор Сицилійський, історик, що працював за часів Цезаря, представляє загалом схвальну розповідь про Терамена, яка, здається, що взята від відомого історика Ефора, який навчався в Афінах під керівництвом Ісократа, якого навчав Терамен.
Репутація Терамена різко змінилася з 19 століття, коли несприятливі розповіді Ксенофонта і Лісія були широко одобрені, а Терамен був зненавиджений як зрадник і звинувачений у підбурюванні до страти полководців після Аргінуза. Відкриття Арістотелевої «Конституції афінян» у 1890 р. перевернуло цю тенденцію широкої оцінки характеру Терамена, і вчені віддали перевагу розповіді Діодора про суд над Аргінузами, оскільки Антоній Ендрюс підірвав розповідь Ксенофонта в 1970-х роках. Більш видовищні уривки Діодора, як-от його розгорнутий виклад останніх моментів Терамена, все ще не беруться до уваги, але зараз йому віддають перевагу з низки питань, і, зокрема, щодо процесу над Аргінузами. Арістофан у «Жабах» висміює здатність Терамена виплутуватись зі складних ситуації, але не приводить жодного з уїдливих докорів, яких можна було б очікувати від політика, роль якого в шокуючих подіях після Аргінуза розцінювалась як особливо винного персонажа, і сучасні вчені бачили в цьому більш точне зображення того, як Терамен сприймався в свій час. Тим часом Лісій, який нещадно нападав на Терамена за багатьма пунктами, не може сказати нічого негативного про наслідки Аргінузів.

Останні роботи утвердили образ Терамена як поміркованого, відданого ідеалу широкої олігархії на основі гоплітів чоловіка. Дональд Каган сказав про нього: ''…вся його кар'єра показує, що він патріот і дуже виважений, щиро відданий конституції, яка надає владу класу гоплітів, не залежно від її вигляду: у формі обмеженої демократії чи широко заснованої олігархії, а Джон Файн зазначив: "Як і багатьох людей, які дотримуються проміжної позиції, його ненавиділи обидві політичні сторони''. «Конституція П'яти Тисяч» визнана його політичним шедевром. Його спроба здійснити подібний поштовх до поміркованості в 404 році призвела безпосередньо до його смерті. Тим часом ця кончина прославилася своєю драматичністю, а історія останніх моментів Терамена знову і знову повторювалася в класичній історіографії. «Оскільки він зустрів свою смерть, кидаючи виклик тирану, — зазначає Джон Файн, — легко ідеалізувати Терамена». Протягом тисячоліть після своєї смерті, Терамен був одночасно ідеалізований і зневажений; його коротка семирічна кар'єра в центрі уваги, торкаючись, як і всіх основних суперечок останніх років Пелопоннеської війни, була предметом безлічі різних інтерпретацій. З полемічних творів сучасності, які описують його кар'єру, з'явилися обриси складної фігури, яка прокладає небезпечний курс крізь хаос афінської політичної сцени кінця 5-го століття; хоча історики від найдавніших часів до наших днів пропонували набагато більш конкретні портрети в тій чи іншій формі, зрештою, нічого більшого, ніж ці здогадки, ніколи не буде відомо напевне.